# Стара Кішева
Стара Кішева (пол. Stara Kiszewa, нім. Alt Kischau) — село в Польщі, у гміні Стара Кішева Косьцерського повіту Поморського воєводства.
Населення — 1649 осіб (2011).
У 1975-1998 роках село належало до Гданського воєводства.

## Демографія
Демографічна структура станом на 31 березня 2011 року:
|          | Загалом | Допрацездатний вік | Працездатний вік | Постпрацездатний вік |
| -------- | ------- | ------------------ | ---------------- | -------------------- |
| Чоловіки | 834     | 201                | 570              | 63                   |
| Жінки    | 815     | 184                | 501              | 130                  |
| Разом    | 1649    | 385                | 1071             | 193                  |